# Успенский храм (Тихорецк)
Успе́нский храм — главный и старейший православный храм города Тихорецка, Краснодарского края. В настоящее время является кафедральным храмом Тихорецкой епархии (Кубанская митрополия) Русской православной церкви. Статуса собора не имеет.
Храм был освящён 27 декабря 1910 года (9 января 1911 года по новому стилю) в честь Успения Пресвятой Богородицы. Новый престол освящён 31 мая 1991 года архиепископом Краснодарским и Кубанским Исидором (Кириченко). Свято-Успенский храм является старейшим в Тихорецке.

## История

### Основание церкви
История храма началась 22 августа 1907 года, когда жители хутора Тихорецкого обратились в Ставропольскую духовную консисторию к епископу Ставропольскому и Екатеринодарскому Агафодору с просьбой о строительстве нового храма. Для этого жители купили под снос старую Николаевскую церковь на территории железнодорожной станции Тихорецкая, и 5 апреля 1909 г. была совершена закладка храма в честь Успения Пресвятой Богородицы.
27 декабря 1910 года (по новому стилю 9 января 1911 года) новая церковь была освящена священником Петром Рудольфовым. Церковным старостой был избран потомственный дворянин Иван Иванович Соломко. Полгода храм не имел собственного священника, и здесь служил причт Никольского храма станции Тихорецкой. В августе 1911 года первым священником церкви стал переведенный из Никольского храма Александр Рождественский, который В 1917 года стал благочинным Тихорецкого округа.

### Внешний вид
В «Клировых ведомостях» за 1912 год сообщалось, что Успенская церковь 

«зданием кирпичная, на каменном фундаменте, восьмерик и купол деревянные. Храм внутри оштукатурен, пол деревянный. Иконостас дубовый, двухъярусный. Колокольня кирпичная на каменном фундаменте»

### Послереволюционный период
Храм стал центром духовной и культурной жизни местных жителей. Но после революции во время периода антирелигиозной политики властей храм постепенно стал приходить в упадок.
В декабре 1937 года по обвинению в контрреволюционной агитации духовенство церкви священники Сергий Губаревский и Александр Сахаров были арестованы Тихорецким НКВД. Сергий Губаревский 3 января 1938 года был расстрелян, а Александр Сахаров приговорён к 10 годам испытательно-трудовых лагерей. Сам храм превращен в склад хранения зерна.
Снова стали совершаться богослужения в храме только в 1942 году во время оккупации немцами Тихорецка, через два года храм был открыт официально. В 1943 году в Тихорецк приехал священник Михаил Миноранский, прослуживший в храме до начала 1945 года, и за время служения собравший с прихожанами более 100 тысяч рублей и передавший их в фонд обороны страны. Весной 1945 года отца Михаила сменил протоиерей Сергий Ручковский. Он прослужил в церкви более 8 лет, продолжал дело предшественника и организовал сбор средств для Красной Армии.

### Послевоенные годы
В течение последующих двадцати пяти лет сменилось более десяти настоятелей, были неоднократные попытки закрыть церковь. Однако во время правления Хрущёва и антирелигиозных гонений со стороны советской власти Успенский храм был один из немногих действующих храмов в Кубани.
В 1970 году на должность священника Успенского храма назначили протоиерея Петра Дашевского, который возглавлял приход почти 33 года. С этого момента началась новая эпоха в жизни храма, за это время храм ремонтировался, расширялась территория, внутри храма появлялись новые росписи, были построены библиотека и воскресная школа. С конца 70-х годов здание церкви и подсобные постройки были газифицированы и стали отапливаться, внешнюю электропроводку заменили на внутреннюю. В 1987 году община на пожертвования прихожан произвела капитальный ремонт храма, наружные кресты и шары были покрыты сусальным золотом.
В 1994 году настоятель храма обратился за помощью в приобретении колоколов на звонницу к администрации Тихорецка, которая довольно быстро собрала необходимые средства, и колокола привезли из Воронежа.
За свою деятельность отец Петр награжден почетным знаком Краевого комитета защиты мира. 27 сентября 2006 года Петр Дашевский умер, и его дело продолжил его старший сын протоиерей Андрей Дашевский, служивший здесь в храме с 1987 по 1994 годы вторым священником. При нём тогда был построен административно-хозяйственный корпус с библиотекой, кабинетом священника и крестильней.
С приходом отца Андрея за два года на городском кладбище была построена часовня. 13 ноября 2004 года митрополит Екатеринодарский и Кубанский Исидор освятил часовню в честь Воскресения Христова.
С 2007 года в Свято-Успенском храме велись капитальные ремонтные работы, основной объём которых завершился к столетию храма в 2011 году.
4 июня 2010 года в Тихорецк привезли восемь колоколов, которые отливали в Воронеже в течение полугода. Вес самого большого — 1,3 тонны, остальных колоколов — 430, 62, 30, 20,16,8,4 кг.
9-го января 2011 года храм отпраздновал 100-летний юбилей и был освящён после капитального ремонта митрополитом Исидором.
При отце Андрее на территории храма началось строительство духовно-образовательного центра. В 2012 году построили Иверскую часовню.
После образования Тихорецкой епархии согласно постановлению Священного Синода РПЦ Успенский храм стал кафедральным.
В 2017 году на территории Свято-Успенского храма открыто здание епархиального Духовно-просветительского центра.